# 게스 후?
《게스 후?》(영어: Guess Who)는 2005년 개봉한 미국의 로맨틱 코미디 영화이다.

## 줄거리
흑인 테리사 존스가 백인 약혼자 사이먼 그린을 인사 시키자 흑인 사위를 꿈꾸던 테리사의 아버지 퍼시 존스는 충격을 받는다. 첫인상을 완전히 망친 사이먼은 퍼시와 아내 매릴린의 결혼 25주년 기념식을 축하하기 위해 존스가에 머물며 예비 장인 퍼시의 마음에 들기 위해 힘겨운 싸움을 시작한다.

## 출연
- 버니 맥 - 퍼시 존스 역
- 애슈턴 쿠처 - 사이먼 그린 역
- 조이 살다나 - 테리사 존스 역
- 주디스 스콧 - 매릴린 존스 역
- 핼 윌리엄스 - 하워드 존스 역
- 켈레이 스튜어트 - 키샤 존스 역
- 로런스 힐턴제이컵스 - 조지프 존스 역
- 셰리 셰퍼드 - 시드니 역
- 로버트 커티스 브라운 - 단테이 역
- 론리코 리 - 레지 역
- 니콜 설리번 - 리즈 클라인 역
- 제시카 코피얼 - 폴리 역
- 니시 내시 - 나오미 역
- 리처드 로슨 - 마커스 역
- 마이크 엡스 - 택시 기사 역
- 데이비드 크럼홀츠 - 제리 맥너마라 역
- J. 케네스 캠벨